# HELLO Chapter3. Hello, Strange Time
『HELLO Chapter 3. Hello, Strange Time』（ハロー チャプター スリー. ハロー, ストレンジ タイム）は、韓国の男性アイドルグループ・CIXの3枚目となるミニ・アルバムである。2020年10月27日に発売された。

## 概要
2020年6月3日、アルバムの集合写真ティーザーが公開された。まだ6月8日から6月12日まで、バンドメンバーの個別のティーザー写真が公開された。6月13日、タイトル曲「Jungle (정글)」のミュージックビデオティーザーが公開された。6月15日から6月19日まで、バンドメンバーの個別ティーザービデオが公開された。
6月24日、C9エンターテインメントは、メンバーのペ・ジニョンが練習中に足首を負傷したことを発表し、6月30日に発売予定だったアルバムとプロモーションが延期された。
10月15日、延期後のカムバック日スケジュールを発表した。10月19日、2回目のミュージックビデオティーザーが公開された。10月26日、パフォーマンスビデオティーザーを公開した。発売日である10月27日、タイトル曲「Jungle (정글)」のミュージックビデオがリリースされた。

## 収録曲
| #         | タイトル         | 作詞                         | 作曲                                                                     | 編曲      | Arrangement          | 時間  |
| --------- | ---------------- | ---------------------------- | ------------------------------------------------------------------------ | --------- | -------------------- | ----- |
| 1.        | 「Move My Body」 | danke                        | Anthony Russo, Jackson Morgan, Kyle Buckley, Anthony Pave, MZMC, Jay Kim |           | Pink Slip, Inverness | 3:16  |
| 2.        | 「Jungle」       | danke                        | Jackson Morgan, Mitchell Rose, Kaelyn Behr, MZMC, Jay Kim                |           | Styalz Fuego         | 3:48  |
| 3.        | 「Change Me」    | Joa, JQ                      | Anthony Russo, Kaelyn Behr, MZMC, Jay Kim                                |           | Styalz Fuego         | 3:38  |
| 4.        | 「Switch It Up」 | JQ, Kim Eungju, Park Yoo Rim | Jackson Morgan, Anthony Pavel, Johnathan Hoskins, MZMC, Jay Kim          |           | Johnathan Hoskins    | 3:15  |
| 5.        | 「Rebel」        | danke                        | Jackson Morgan, Mitchell Rose, Kaelyn Behr, Anthony Russo, MZMC, Jay Kim |           | Styalz Fuego         | 3:23  |
| 合計時間: | 合計時間:        | 合計時間:                    | 合計時間:                                                                | 合計時間: | 合計時間:            | 17:20 |